# Landelijke fietsroute 13
De Schelde-Rheinroute of LF13 is een LF-route in het zuiden van Nederland tussen Vlissingen en Venlo, een route van ongeveer 285 kilometer. Het fietspad is een verbinding tussen de Scheldemonding bij Middelburg en, als na Venlo het vervolg gevolgd wordt over de Duitse R12, de Rijn (Duits: Rhein) bij Duisburg. Daar komt de naam ook vandaan.
Hoewel de route start bij het station van Vlissingen en hier ook al staat aangegeven op de bordjes, vermelden de routebordjes Middelburg-Venlo als traject.

## Traject
Het fietspad voert door de Zeeuwse polders en door de Brabantse bossen. De start is bij Station Vlissingen waar kan worden aangesloten op de EuroVelo EV12 Noordzeefietsroute en de LF Kustroute. Hier is ook de veerboot over de Westerschelde naar Breskens.
De route is van Vlissingen naar Venlo genummerd als LF13a en van Venlo naar Vlissingen als LF13b. De route is een onderdeel van de internationale EuroVelo EV4 Midden-Europaroute (Central European Route) van Roscoff in Bretagne naar Kiev in Oekraïne.
De route volgt kort het Kanaal door Walcheren en gaat dan binnendoor naar Middelburg. De route verlaat Walcheren en gaat door de Zak van Zuid-Beveland. In Nieuwdorp komt de route langs Bevrijdingsmuseum Zeeland. Vlak voor Nisse komt de route langs de schaapskooi Nisse. De route kruist het Kanaal door Zuid-Beveland en volgt de Westerschelde tot de grens met Noord-Brabant. In het Zeeuwse Bath kan gekozen worden voor de LF Schelderoute om de loop van de Schelde te volgen, deze voert door de Haven van Antwerpen België binnen.
De route doorkruist de Brabantse Wal en beklimt de Vossenweg. In Bergen op Zoom kan de LF Waterlinieroute opgepakt worden.
Na Nispen komt de route kort in België. Bij Rijsbergen volgt ze kort de Aa of Weerijs en via het Mastbos komt de route in Ulvenhout. 
Dwars door de Chaamse Bossen voert de route naar Alphen.
In de regio rond Eindhoven volgt de route geruime tijd het Wilhelminakanaal.
De route komt in Limburg en gaat over de Maas om te eindigen in Venlo.
Tussen Eindhoven en Vlissingen is de route onderdeel van de LF Ronde van Nederland.
Vanaf Blerick kan ook de Fietsallee langs de Noordervaart worden opgepakt. Dit is het vervolg van de EV4 naar Neuss en de Rijn. Daarnaast is er de Duitse route R12 naar Duisburg en de Rijn.

## Aansluitingen met Europese routes
- De route maakt in zijn geheel deel uit van de EuroVelo EV4 Midden-Europaroute.
- In Vlissingen kan worden aangesloten op de EuroVelo EV12 Noordzeeroute.
- In Venlo kruist de route de EuroVelo EV19 Maasroute.

## Aansluitingen met andere LF- of icoonroutes
- In Vlissingen sluit de route aan op de LF Kustroute.
- In Bath (ter hoogte van de Haven van Antwerpen) kan de LF Schelderoute opgepakt worden.
- Bij Bergen op Zoom kan de LF Waterlinieroute opgepakt worden.
- In Venlo kruist de route de LF Maasroute.

## Aansluitingen met regionale routes
- Op elk willekeurig punt kan gebruik worden gemaakt van het fietsroutenetwerk ter plaatse.
- In 's-Heerenhoek kan de Jan Raasroute opgepakt worden.
- In Bath kan de Beleefroute: Expeditie Delta opgepakt worden.
- In Bath kan de Jo de Rooroute opgepakt worden.
- In Wouwse Plantage kan de Slag om de Schelde fietsroute opgepakt worden.
- Tussen Blerick en de Duitse grens loopt de Fietsallee langs de Noordervaart parallel mee met de route.
- In Venlo kan de Hanzeroute opgepakt worden.
- Bij de grens met Duitsland kan de Duitse fietsroute 12 opgepakt worden richting Duisburg.